# Melide (Szwajcaria)
Melide (lmo. Melì) – miejscowość i gmina w południowej Szwajcarii, w kantonie Ticino, w okręgu (distretto) Lugano, w powiecie (circolo) Paradiso. Leży nad jeziorem Lago di Lugano.

## Demografia
W Melide mieszkają 1 822 osoby. W 2021 roku 37,5% populacji gminy stanowiły osoby urodzone poza Szwajcarią.

## Transport
Przez teren gminy przebiegają autostrada A2 oraz droga główna nr 2.

## Swissminiatur
Największą atrakcją miejscowości jest Swissminiatur - park miniatur, największe tego typu muzeum mniatur w plenerze na terenie Szwajcarii. Został założony w 1959 r. przez Pierre’a Vuigner na wzór holenderskiego Madurodam. Znajdują się tam obecnie 133 modele najsłynniejszych budowli, pomników i środków transportu Szwajcarii, w rzadko spotykanej w tego rodzaju przedsięwzięciach podziałce 1:25. Pomiędzy nimi znajdziemy m.in. precyzyjnie wykonane miniatury zamków w Rapperswilu i Bellinzonaie, zamku Chillon, Pałacu Federalnego w Bernie czy Piazza Grande w Locarno. Pomiędzy nimi znajduje się sieć miniaturowych linii kolejowych, po których kursuje 20 pociągów, zobaczymy tam miniatury słynnych szwajcarskich kolei zębatych i linowych oraz port lotniczy Kloten w Zurychu.